# IAC (기업)
IAC는 주로 대중 매체와 인터넷에서 100 개국에 걸쳐 브랜드를 소유하고 있는 미국 지주회사이다.